# René-Gaspard de La Croix de Castries
René Gaspard de La Croix de Castries est fils de Louise de l'Hôpital et de Jean V de La Croix (baron de Castries et Premier Consul de Montpellier). Il est né en 1611 et est mort le 22 août 1676 à Castries (Hérault). Il est l'un des acteurs majeurs du Languedoc du XVIIe siècle et s'est vu décerner de nombreux titres au cours de sa carrière. Il est le seul fils du nom de La Croix à avoir une descendance encore existante aujourd'hui.

## Biographie

### Mariages et enfants
Le 21 juillet 1637, René-Gaspard de La Croix se marie à Isabeau Bachet, Dame et Baronne de Pérusse et de Montagu. Leur mariage ne dure qu'un an à la suite du décès de cette dernière en novembre 1638. À cette période il vit à Paris, au quartier Faubourg Saint-Germain des Prés, rue des Boucheries. Il est alors seigneurs de Meyrargues chevalier, comte de Castries et capitaine de chevaux-légers depuis 1636.
Le 21 novembre 1644, René-Gaspard de La Croix se remarie à Isabeau de Bonzi avec qui il a onze enfants : Élisabeth, Armand Pierre de La Croix de Castries, Louis-Languedoc, Roch-François, Marie-Henriette, Marie, Louise, Gabrielle, Renée-Angélique, Françoise et Joseph-François avec pour nom de famille commun De La Croix de Castries,,. Il obtient en dot, la baronnie du Crès, de Salaison et de Castelnau en 1645,.

### Carrière
En 1621, Réné-Gaspard de La Croix est déjà engagé dans la compagnie d'ordonnance du Duc de Montmorency et comptabilise plusieurs faits d'armes, par exemple à la Guerre de Trente Ans,.
En février 1636, il fait ses débuts en tant que capitaine de la compagnie de Chevau-léger. Dès 1639, le roi Louis XIV, satisfait de René-Gaspard de La Croix de Castries, le nomme Gentilhomme ordinaire de la chambre du Roi. En guise de récompense, il lui offre une pension de 3 000 livres et lui cède son marquisat de Varambon. Mais le comte de Castries, remet  son marquisat à Christine-Claire de Haraucourt. Le roi rédige ensuite une lettre patente en 1639 et fait de René-Gaspard de La Croix, le premier marquis de Castries. En 1655, la pension du comte de Castries est doublé, il reçoit alors 6 000 livre.
En mars 1645, le roi Louis XIV crée et érige la baronnie de Castries qu'il cède à René-Gaspard de Lacroix ; « Sa majesté le Roi réunit à la baronnie de Castries, les villes de Castries et les lieux de Vendargues, Baillargues, Colombier, Sussargues, Meyrargues, Roù, Moulinas, Ferrières, Bannières et autres dépendances, crée et érige la baronnie en nom titre et qualité de marquisat, en faveur de René, Gaspard de Lacroix, baron de Castries. »
Son nom devient René-Gaspard de La Croix de Castries. Il porte alors l'un des patronyme les plus prestigieux du XVIIe siècle.          
Alors qu'il est député de la noblesse de sénéchaussée de Montpellier, René-Gaspard de La Croix de Castries est fait gouverneur de Sommelière le 15 novembre 1646. En 1651, il est fait conseillé d'États-Epée puis Capitaine Lieutenant des gendarmes de Gaston Duc d'Orléans le 12 juin 1651 puis il est fait il est fait maréchal des Camps le 15 juillet. Le 16 mars 1660, il obtient le titre de gouverneur de Montpellier. L'année suivante, le 22 juin il est fait Lieutenant Général des armées du roi puis le 20 décembre 1661 il est fait chevalier des ordres du roi devant le Duc de Mortemart et le Marechal d'Aumont. Le 24 mars 1662 il reçoit de collier de chevalier des ordres du roi à Pézenas.
Le 26 octobre 1668, il devient Lieutenant Général au Gouvernement de Languedoc. Le roi lui donne l'ordre de se rendre en Vivarais pour calmer la révolte des partisans du roi voisin. Le roi lui envoie des troupes pour lui venir en aide. Ensemble, ils ont maîtrisé les révoltés et capturé le chef de la révolte qui a été assassiné par la suite.
En 1672, à la demande du roi, René-Gaspard de La Croix de Castries choisit tous les officiers des deux régiments du roi. En 1673, le roi lui donne pour ordre de lever deux autres régiments, l'Infanterie et la Cavalerie, ce qu'il fait. Avec l'accord du roi, René-Gaspard de Castries met le régiment d'infanterie au nom de son fils et le régiment de cavalerie au nom de son gendre, le marquis de Villeneuve.
Lorsqu'il dirigeait les États-Généraux du Languedoc, René-Gaspard de La Croix de Castries a su se distinguer car il portait autant d'importance aux intérêts du roi qu'à ceux du peuple. À sa mort, il fut grandement regretté.

## Chronologie des titres
1621 :  Engagé dans la compagnie d'ordonnance du duc de Montmorency
1636 : Nommé capitaine d'une compagnie franche de Chevau-Légers
1637 : Premier mariage à Isabeau Brachet de Pérusse
1639 : Reçoit en récompense de ses services pour le roi, le titre de gentilhomme ordinaire de la chambre du roi. Il reçoit également le marquisat de Varambon ainsi qu'une pension de 3 000 livres.
1639 : Fait 1er Marquis de Castries par lettre patente du roi
1643 : Rétablit en son droit du titre de Baron des Etas du Languedoc 
1644 : Second mariage avec Isabeau de Bonzi
1645 : Obtint l'érection de la baronnie de Castries en marquisat
1645 : 1er Barron de Castries
15 novembre 1646 : Fait Gouverneur de Sommelière
1651 : Fait Conseillé d'États-Epée
12 juin 1651: Fait Capitaine Lieutenant des Gendarmes de Gaston duc d'Orléans 
15 juillet 1951 : Fait maréchal des Camps 
1655 : La pension donnée par le roi passe de 3 000 livres à 6 000 livres. 
18 mars 1660 : Fait gouverneur de Montpellier 
22 juin 1661 : Fait Lieutenant général des armées du roi 
20 décembre 1661 : Fait chevalier des ordres du roi devant le duc de Mortemart et le maréchal d'Aumont. 
24 mars 1662 : Reçoit de collier de chevalier des ordres du roi à Pézenas  
26 octobre 1668 : Lieutenant général en  Languedoc
1672 : Il choisit tous les membres des deux régiments du roi.
1673 :  Levé des deux régiments du roi.

## L'hôtel de Castries
En 1445, le château de Castries est acquis par Guillaume de La Croix. Deux siècles plus tard, en 1645, René-Gaspard de La Croix de Castries décide d'entreprendre des travaux. Il revisite son esthétique en s'inspirant de l'architecture gothique et fait appel à Jean Bonnassier. Dès 1656, le marquis fait réaliser le grand escalier, la grande salle ainsi qu'un salon dans l'aile ouest « dans le dessein de tenir les États de Languedoc en sa propre maison. » En 1660, il fait appel et à André Le Nôtre pour créer un jardin à la française, qui s'étend autour du château, et dont la superficie est de quinze hectares. Le domaine prend alors le surnom du « Petit Versailles ». Entre 1670 et 1676, il fait appel à Pierre-Paul Riquet pour construire l'aqueduc de Castries. Ce dernier suggéra de faire venir de l'eau qui viendrait irriguer le jardin et le château. René-Gaspard fait alors construire l'aqueduc, d'une longueur de 6,8 km et composé d'une centaine d'arches et dont les plans ont été réalisés par Pierre Paul Riquet. Ce serait l'aqueduc le plus le long de France jamais réalisé par un particulier. René-Gaspard de La Croix de Castries ne le verra jamais terminé puisqu'il décède en 1674.